# Marie-Théodore de Rumigny
Pour les articles homonymes, voir Rumigny.
Marie-Théodore Gueilly, vicomte de Rumigny, est un général et homme politique français né à Paris le 12 mars 1789 et mort à Gagny le 24 juin 1860.

## Biographie
Issu d'une famille originaire de Picardie, frère cadet de Marie-Hippolyte de Rumigny (1784-1871), ambassadeur et pair de France, sa famille émigra en Angleterre sous la Terreur. Il rentra en France sous le Consulat et entra dès l'âge de seize ans à l'école d'artillerie de Fontainebleau. 
Il en sortit pour prendre part aux guerres du Premier Empire. Il se signala à la bataille d'Iéna, fut nommé lieutenant sur le champ de bataille de Presbourg en 1809, et adjudant major à Wagram. Il se distingua durant la campagne de Russie et reçut la croix de chevalier de la Légion d'honneur après les combats de Smolensk et de Valoutina (1812). Nommé chef de bataillon après les combats de Viazma (novembre 1812), il devint alors aide de camp du général Gérard, avec qui il participa aux batailles de Lützen et de Bautzen. 
Promu colonel à vingt-cinq ans après les combats de Nangis et de Montereau (1814), il fut mis en demi-solde sous la Première Restauration. Il accueillit avec enthousiasme Napoléon Ier lors de son retour de l'île d'Elbe, fut attaché à l'état-major général, se distingua à la bataille de Ligny le 16 juin 1815.
La Seconde Restauration le mit en non-activité. Le général Gérard le présenta au duc d'Orléans qui le prit pour aide de camp avec le grade de lieutenant-colonel (1818), lui fit rendre son grade de colonel, et obtint peu après sa promotion au grade de maréchal de camp. Il se marie en 1818 avec Louise Segrétain à Laval.
Élu député le 28 octobre 1830 par le grand collège de la Somme en remplacement de M. du Maisniel, démissionnaire, il siégea dans la majorité conservatrice.
Il est nommé par ordonnance du gouvernement de la monarchie de Juillet le 7 janvier 1831, membre du conseil général de la Mayenne. Il est de nouveau élu aux élections législatives de 1831 dans le 4e collège de la Mayenne. 
Tout dévoué à la personne de Louis-Philippe, le général de Rumigny se battit plusieurs fois dans la rue contre le peuple insurgé et se prononça systématiquement, à la Chambre, contre toute mesure désapprouvée par le roi des Français.
Grand-officier de la Légion d'honneur le 9 janvier 1833, il fut promu lieutenant général le 21 juin 1840.
La révolution de 1848 le rendit à la vie privée et l'obligea à quitter la France. Il accompagna le roi en Angleterre et fut mis à la retraite d'office le 8 juin 1848. 
De retour en France, quelques années plus tard, il vécut jusqu'à sa mort dans une profonde obscurité au château de Maison-Rouge à Gagny, que Louis-Philippe avait mis à sa disposition et qu'il dut racheter le 12 janvier 1853, à la suite du décret confisquant les biens de la maison d'Orléans.
Veuf depuis l’épidémie de choléra de 1832, Rumigny s'était remarié le 7/11/1850 avec une jeune femme, Aglaé Dubois, fille d’un riche député d’Amiens. Il occupa sa retraite à rédiger des souvenirs, qui ne furent publiés qu’en 1921.

## Œuvres
- Souvenirs du général comte de Rumigny, aide de camp du roi Louis-Philippe (1789-1860), publiés par M. Gouraud d'Ablancourt, Paris, Émile-Paul Frères, 1921, in-8, XVI-378 pp.

### Sources
- « Marie-Théodore de Rumigny », dans Adolphe Robert et Gaston Cougny, Dictionnaire des parlementaires français, Edgar Bourloton, 1889-1891 [détail de l’édition]